# Deuenbach
Deuenbach ist ein Gemeindeteil des Marktes Schopfloch im Landkreis Ansbach (Mittelfranken, Bayern). Deuenbach liegt in der Gemarkung Schopfloch.

## Geografie
Das Dorf bildet mit Schopfloch eine geschlossene Siedlung. Es liegt beidseits des Heiligenschlaggrabens, der weiter abwärts von links in die Wörnitz mündet, und ist von Acker- und Grünland mit vereinzeltem Baumbestand umgeben. Ortsstraßen führen nach Schopfloch (0,4 km südöstlich) und zur Neumühle (0,4 km südwestlich).

## Geschichte
Deuenbach wurde 1282 erstmals urkundlich erwähnt. Zu dieser Zeit unterstand der Ort den Herren von Schopfloch. Später waren Dinkelsbühler Bürger begütert. 1719 wurde der Ort an das Fürstentum Ansbach verkauft.
1732 gab es 11 Anwesen mit 13 Mannschaften (1 Halbhof, 2 Halbhöfe mit doppelter Mannschaft, 3 Güter, 5 Häuser). Außerdem gab es noch ein Schloss. Der Ort lag im Fraischbezirk des ansbachischen Oberamtes Feuchtwangen. Die Fraisch wurde aber auch vom oettingen-spielbergischen Oberamt Dürrwangen beansprucht. Die Dorf- und Gemeindeherrschaft und die Grundherrschaft über alle Anwesen übte das Kastenamt Feuchtwangen aus. Gegen Ende des 18. Jahrhunderts gab es 27 Anwesen, die allesamt das Kastenamt Feuchtwangen als Grundherrn hatten (5 Halbhöfe, 3 Viertelhöfe, 1 Gut, 2 Gütlein, 4 Söldenhäuslein, 10 halbe Söldenhäuslein, 2 Halbhäuser). Von 1797 bis 1808 unterstand der Ort dem Justiz- und Kammeramt Feuchtwangen.
Infolge des Gemeindeedikts wurde Deuenbach 1809 dem Steuerdistrikt und der Ruralgemeinde Schopfloch zugeordnet.

### Ehemaliges Baudenkmal
- Haus Nr. 22: Sogenanntes Altes Schloss. Der dreigeschossige, schmale und steil proportionierte Bau, teils aus Brockenquadern gefügt, dürfte als Anlage noch dem 15./16. Jahrhundert angehören, wurde aber im 17. und 18. Jahrhundert mehrfach verändert. Teils kleine Rechteckfenster. Erdgeschossig überwiegend Stallräume.[12]

### Einwohnerentwicklung
| Jahr      | 001818 | 001840 | 001861 | 001871 | 001885 | 001900 | 001925 | 001950 | 001961 | 001970 | 001987 |
| Einwohner | 105    | 126    | 120    | 138    | 123    | 115    | 123    | 122    | 109    | 113    | 102    |
| Häuser    | 21     | 21     |        |        | 19     | 27     | 24     | 25     | 25     |        | 25     |
| Quelle    | [ 14 ] | [ 15 ] | [ 16 ] | [ 17 ] | [ 18 ] | [ 19 ] | [ 20 ] | [ 21 ] | [ 22 ] | [ 23 ] | [ 1 ]  |

## Religion
Der Ort ist seit der Reformation evangelisch-lutherisch geprägt und bis heute nach St. Martin (Schopfloch) gepfarrt. Die Katholiken sind nach St. Georg (Dinkelsbühl) gepfarrt.